# Светски марш конопље
Светски марш конопље (рус. Всемирный конопляный марш), (енгл. Global Marijuana March), у народу познатији као ганџа марш, је глобална манифестација која се прве суботе маја месеца, сваке године одржава у стотинама градова широм планете. Циљ марша је укидање прохибиције конопље и омогућавање њене легалне медицинске, индустријске, уживалачке и духовне употребе.

## Историјат
Марш се од 1999. године одржава на глобалном нивоу под разним називима (Милионски марихуана марш, Светски дан конопље, Ганџа дан, итд.), и до сада је одржан у преко 400 различитих градова света. Учесници марша тврде да прохибиција канабиса није донела ништа добро и да је уживање ове биљке лична ствар на коју свако има право избора. Прве маршеве за легализацију марихуане, који су касније прерасли у светски марш, је покренуо активиста Дана Беал (Dana Beal) у Њујорку. Ганџа маршеве често покрећу и растафаријанци којима је конопља света биљка, а њено уживање верски чин. Последњих година су све гласнији и аргументи о еколошкој одрживости. На пример, у производњи папира конопља може заменити дрво и зауставити дефорестацију шума.

## У Србији
Први Ганџа марш у Београду одржан је 7. маја 2005. и прошао је мирно са око 50 учесника.
Други београдски Ганџа марш, организован од стране Дамјана Павлице, је требало да се одржи 5. маја 2007. Међутим, 3. маја 2007. Министарство унутрашњих послова примило је електронски мејл потписан од стране Уједињених Патриота. У мејлу су били потписани Образ, Национални строј, Двери, Крв и част, Коначни обрачун, Гарда цара Лазара и ултрадесничари Коста Чавошки, Синиша Вучинић и Горан Давидовић. Ипак, Коста Чавошки је негирао да има везе са мејлом тврдећи да су му то наместили анти-српски НВО. Покрет Двери, као и Младен Обрадовић, су такође негирали да имају везе са мејлом. Жељко Васиљевић, вођа Гарде цара Лазара, дистанцирао се од употребе насиља. Упркос томе, марш је отказан.
4. септембра 2015. ИРКА иницијатива је одржала други (успешни) Канабис марш у Београду, који су назвали окупљањем „највеће обесправљене мањине у Србији”. Маршу је присуствовао и глумац Сергеј Трифуновић.
24. септембра 2016. ИРКА иницијатива одржала је први Канабис марш у Новом Саду. Маршу је присуствовала певачица Марина Перазић.